# Peter Brendler
Peter Brendler (* um 1978 in Baltimore) ist ein US-amerikanischer Jazzmusiker (Kontrabass, Komposition).

## Leben und Wirken
Brendler lernte zunächst E-Bass und spielte anfangs auch Gitarre und Piano. Nach dem Besuch des Lewis & Clark College in Portland, Oregon, erwarb er 2001 den Bachelor of Music am Berklee College of Music („magna cum laude“); anschließend zog er nach New York. 2002 bis 2004 absolvierte er sein Masterstudium an der Manhattan School of Music bei Jay Anderson, Dave Liebman, Garry Dial und Phil Markowitz. Daneben trat er in Jazzclubs wie dem Blue Note, Birdland, Smalls, Jazz Standard, Sweet Rhythm, im Kennedy Center und der 55 Bar auf; ferner tourte er in Europa und in Russland. Er arbeitete ab den späten 2000er-Jahren in der New Yorker Jazzszene u. a. mit Rich Perry, Victor Lewis, Barry Altschul, Darren Barrett, Jeff Hirshfield, Frank Kimbrough, Josh Levinson und Jon Irabagon. In den folgenden Jahren war er an Produktionen von Tom Tallitsch und Noah Haidu beteiligt.
Mit John Abercrombie spielte Brendler für SteepleChase das Duoalbum The Angle Below ein.
2013 nahm er unter eigenem Namen das Album Outside the Line auf (mit Peter Evans, Rich Perry, Vinnie Sperrazza), für das er auch eigene Kompositionen schrieb. 2016 folgte die CD Message in Motion (Posi-Tone), für die er seine Band mit Ben Monder zum Quartett erweiterte. Im Bereich des Jazz war er zwischen 2009 und 2015 an 13 Aufnahmesessions beteiligt. Gegenwärtig leitet er ein eigenes Quintett, dem Rich Perry, Billy Drewes, Zach Lapidus (Piano) und Mark Ferber angehören.